# Цезий-137
Це́зий-137, известен также как радиоце́зий — радиоактивный нуклид химического элемента цезия с атомным номером 55 и массовым числом 137.
Образуется преимущественно при делении ядер в ядерных реакторах и ядерном оружии.
Активность одного грамма этого нуклида составляет приблизительно 3,2 ТБк.

## Образование и распад
Цезий-137 является дочерним продуктом β−-распада нуклида 137Xe (период полураспада составляет 3,818(13) мин):
{\displaystyle \mathrm {{}^{1}{}_{54}^{37}Xe} \rightarrow \mathrm {{}^{1}{}_{55}^{37}Cs} +e^{-}+{\bar {\nu }}_{e}}.
Цезий-137 претерпевает бета-распад (период полураспада 30,17 лет), в результате которого  сперва образуется изомер 137m1Ba (период полураспада 2,552 мин), который превращается в стабильный изотоп бария 137Ba:
{\displaystyle \mathrm {{}^{1}{}_{55}^{37}Cs} \rightarrow \mathrm {{}^{1}{}_{56}^{37m1}Ba} +e^{-}+{\bar {\nu }}_{e}};
{\displaystyle \mathrm {{}^{1}{}_{56}^{37m1}Ba} \rightarrow \mathrm {{}^{1}{}_{56}^{37}Ba} +\gamma }.
В 94,4 % случаев распад происходит c промежуточным образованием ядерного изомера бария-137 137Bam (его период полураспада составляет 2,55 мин), который в свою очередь переходит в основное состояние с испусканием гамма-кванта с энергией 661,7 кэВ (или конверсионного электрона с энергией 661,7 кэВ, уменьшенной на величину энергии связи электрона). Суммарная энергия, выделяющаяся при бета-распаде одного ядра цезия-137, составляет 1175,63 ± 0,17 кэВ.

## Цезий-137 в окружающей среде

Карта радиационного загрязнения цезием-137 территорий, граничащих с Чернобыльской зоной отчуждения (на 1996 г.)

Выброс цезия-137 в окружающую среду происходит в основном в результате ядерных испытаний и аварий на предприятиях атомной энергетики.
Цезий-137 — один из главных компонентов радиоактивного загрязнения биосферы. Содержится в радиоактивных выпадениях, радиоактивных отходах, сбросах заводов, перерабатывающих отходы атомных электростанций. Интенсивно сорбируется почвой и донными отложениями; в воде находится преимущественно в виде ионов. Содержится в растениях и организме животных и человека. Коэффициент накопления 137Cs наиболее высок у пресноводных водорослей и арктических наземных растений, а  также лишайников. В организме животных 137Cs накапливается главным образом в мышцах и печени. Наибольший коэффициент накопления его отмечен у северных оленей и североамериканских водоплавающих птиц. Накапливается в грибах, ряд которых (маслята, моховики, свинушка, горькушка, польский гриб) считается «аккумуляторами» радиоцезия.

### Радиационные аварии
| Дата | Расположение                                | Описание | Со смертельным исходом | Стоимость (в миллионах 2006 долларов США) | ИНЕС Оценка |
| --- | ------------------------------------------- | --- | ---------------------- | ----------------------------------------- | ----------- |
| 1 февраля 2010 г. | Вернон, Вермонт, США                        | Разрушающиеся подземные трубы на атомной электростанции в Вермонт-Янки приводят к утечке радиоактивного трития в грунтовые воды | 0                      | 700                                       |             |
| 2 марта 1993 г. | Содди-Дейзи, Теннесси, США                  | Отказы оборудования и лопнувшие трубы стали причиной остановки энергоблока 1 Sequoyah | 0                      | 3                                         |             |
| 2 сентября 1996 г. | Кристал-Ривер, Флорида, США                 | Неисправность оборудования станции приводит к остановке и масштабному ремонту на 3-м энергоблоке Crystal River | 0                      | 384                                       |             |
| 3 февраля 1993 г. | Бэй-Сити, Техас, США                        | На энергоблоках 1 и 2 проекта в Южном Техасе вышли из строя насосы вспомогательной питательной воды, что привело к быстрой остановке обоих реакторов | 0                      | 3                                         |             |
| 3 января 1961 г. | Айдахо-Фолс, штат Айдахо, США               | Взрыв пара и расплавление приводят к трем смертельным случаям на Национальной испытательной станции реакторовSL-1 Стационарного реактора малой мощности номер один                                                                                               | 3                      | 22                                        | 4           |
| 4 августа 2005 г. | Бьюкенен, Нью-Йорк, США                     | На атомной электростанции в Индиан-Пойнте компании Entergy произошла утечка трития и стронция в подземные озера с 1974 по 2005 год |                        | 30                                        |             |
| 4 февраля 1979 г. | Сарри, Вирджиния, США                       | Энергоблок 2 Сарри остановлен в ответ на неисправность пучков труб в парогенераторах | 0                      | 12                                        |             |
| 5 марта 1989 г. | Тонопа, Аризона, США                        | Атмосферные клапаны сброса выполнена в Пало-Верде блок 1, ведущий в главный трансформатор пожарной и аварийной остановки | 0                      | 14                                        |             |
| 5 ноября 1975 г. | Браунвилл, Небраска, США                    | Газообразный водород, взрыв повреждает Купер атомных объектах вспомогательного корпуса | 0                      | 13                                        |             |
| 5 октября 1966 г. | Монро, Мичиган, США                         | Неисправности натриевой системы охлаждения в демонстрационном реакторе-размножителе Энрико Ферми, вызывающие частичное расплавление активной зоны | 0                      | 19                                        |             |
| 5 сентября 1996 г. | Клинтон, Иллинойс, США                      | Выходит из строя насос рециркуляции реактора, что приводит к остановке реактора с кипящей водой Клинтона | 0                      | 38                                        |             |
| 6 марта 2006 г. | Эрвин, Теннесси, США                        | Напредприятии по обслуживанию ядерного топлива происходит утечка 35 литров высокообогащенного урана, что требует остановки на 7 месяцев | 0                      | 98                                        |             |
| 9 декабря 1986 г. | Сарри, Вирджиния, США                       | Разрыв трубопровода питательной воды на атомной электростанции Сарри унес жизни 4 человек | 4                      |                                           |             |
| 9 июня 1985 г. | <a>Оук-Харбор, Огайо</a>, США               | Событие потери питательной воды на <a>реакторе Дэвиса-Бессе</a> после отключения основных и вспомогательных насосов из-за ошибки оператора. СРН обзора определяет <a>участок местности чрезвычайной ситуации</a> должны были объявлены                           | 0                      | ?                                         |             |
| 9 марта 1985 г. | Афины, Алабама, США                         | Во время запуска произошел сбой в системах контрольно-измерительных приборов, что привело к приостановке работы всех трех энергоблоков Browns Ferry | 0                      | 1,830                                     |             |
| 9 сентября 1997 г. | Бриджмен, Мичиган, США                      | Ледовый конденсатор, система удержания выполнена в Кук блоков 1 и 2 | 0                      | 11                                        |             |
| 10 июня 1977 г. | Уотерфорд, Коннектикут, США                 | Взрыв газообразного водорода повреждает три здания и приводит к остановке реактора с кипящей водой Millstone-1 | 0                      | 15                                        |             |
| 10 сентября 1988 г. | Сарри, Вирджиния, США                       | Уплотнение заправочной полости выходит из строя и разрушает внутреннюю систему трубопроводов на энергоблоке 2 в Сарри, что приводит к 12-месячному отключению | 0                      | 9                                         |             |
| 11 августа 1973 г. | Городок Коверт, Мичиган, США                | Утечка парогенератора на атомной электростанции Palisades приводит к ручному отключению реактора с водой под давлением | 0                      | 10                                        |             |
| 11 апреля 1986 г. | Плимут, Массачусетс, США                    | Повторяющиеся проблемы с оборудованием приводят к аварийному отключению бостонской АЭС Эдисона Pilgrim | 0                      | 1,001                                     |             |
| 12 февраля 1983 г. | Форкед-Ривер, Нью-Джерси, США               | Атомная электростанция Ойстер-Крик не прошла проверку безопасности, вынуждена остановиться на ремонт | 0                      | 32                                        |             |
| 14 Января 1995 г. | Вискассет, Мэн, США                         | На ядерном реакторе Мэн Янки неожиданно треснули трубы парогенератора; установка остановлена на год | 0                      | 62                                        |             |
| 15 июля 1987 г. | Берлингтон, Канзас, США                     | Инспектор по безопасности погибает от поражения электрическим током после контакта с проводом с неправильной маркировкой на атомной электростанции Wolf Creek | 1                      | 1                                         |             |
| 15 июля 2011 г. | <a>Моррис, Иллинойс</a>, США                | Химическая утечка <a>гипохлорита натрия</a> ограничила доступ к жизненно важной зоне, в которой расположены насосы для охлаждения воды на <a>Дрезденской электростанции</a>                                                                                      | 0                      | ?                                         |             |
| 15 мая 1996 г. | Моррис, Иллинойс, США                       | Резкое повышение уровня воды вокруг ядерного топлива в активной зоне реактора привело к остановке на Дрезденской электростанции | 0                      | ?                                         |             |
| 15 сентября 1984 г. | Афины, Алабама, США                         | Нарушения техники безопасности, ошибки оператора и проблемы с проектированием привели к шестилетнему отключению на энергоблоке 2 Browns Ferry | 0                      | 110                                       |             |
| 15 февраля 2000 г. | Бьюкенен, Нью-Йорк, США                     | СРН предупреждение выдается после паровой пробки разрыва Индиан-Пойнт блока 2 | 0                      | 2                                         |             |
| 15 января 2003 г. | Бриджмен, Мичиган, США                      | Неисправность в главном трансформаторе на атомной электростанции имени Дональда К. Кука вызывает пожар, который повреждает главный генератор и резервные турбины                                                                                                 | 0                      | 10                                        |             |
| 16 июля 1971 г. | Кордова, Иллинойс, США                      | Электрика убило электрическим током из-за кабеля под напряжением на реакторе 1-го энергоблока Quad Cities на реке Миссисипи | 1                      | 1                                         |             |
| 16 июня 2005 г. | Брейдвуд, Иллинойс, США                     | На атомной станции Брэйдвуд компании Exelon происходит утечка трития и загрязняется местное водоснабжение | 0                      | 41                                        |             |
| 16 мая 1995 г. | Салем, Нью-Джерси, США                      | Системы вентиляции выполнена на Салем блоков 1 и 2 | 0                      | 34                                        |             |
| 16 февраля 2002 г. | Оук-Харбор, Огайо, США                      | Сильная коррозия головки реактора борной кислотой приводит к 24-месячному отключению реактора Дэвиса-Бессе | 0                      | 605                                       | 3           |
| 17 марта 1989 г. | Ласби, Мэриленд, США                        | Атомная электростанция Калверт-Клиффс | 0                      | 120                                       |             |
| 17 ноября 1991 г. | Скриба, Нью-Йорк, США                       | Проблемы с безопасностью и пожаротушением вынуждают остановить ядерный реактор Фитцпатрика на 13 месяцев | 0                      | 5                                         |             |
| 18 июня 1982 г. | Сенека, Южная Каролина, США                 | На реакторе с водой под давлением Oconee 2 произошел сбой в линии отвода тепла питательной воды, повредив систему термического охлаждения | 0                      | 10                                        |             |
| 19 декабря 1987 г. | Скриба, Нью-Йорк, США                       | Неисправности вынуждают Niagara Mohawk Power Corporation закрыть Nine Mile Point Энергоблок № 1 | 0                      | 150                                       |             |
| 20 сентября 1996 г. | Сенека, Иллинойс, США                       | Система технического водоснабжения выходит из строя, что приводит к закрытию блоков 1 и 2 LaSalle более чем на 2 года | 0                      | 71                                        |             |
| 20 февраля 1996 г. | Уотерфорд, Коннектикут, США                 | Протекающий клапан приводит к остановке АЭС "Миллстоун" блоков 1 и 2, обнаружено множество отказов оборудования | 0                      | 254                                       |             |
| 21 апреля 1973 г. | Тихий океан, в 370 милях от Пьюджет-Саунд   | Утечка теплоносителя первого контура на борту USS Guardfish во время работы | 0                      | неизвестно                                |             |
| 21 апреля 1992 г. | Саутпорт, Северная Каролина, США            | Силы СРН остановили энергоблоки 1 и 2 в Брансуике после выхода из строя аварийных дизель-генераторов | 0                      | 2                                         |             |
| 22 марта 1975 г. | Афины, Алабама, США                         | Пожар горит в течение семи часов и повреждает более 1600 кабелей управления тремя ядерными реакторами на Browns Ferry, выводя из строя системы охлаждения активной зоны                                                                                          | 0                      | 240                                       |             |
| 22 ноября 1980 г. | Сан-Клементе, Калифорния, США               | Рабочий, чистящий кабины выключателей в реакторе с водой под давлением в Сан-Онофре, контактирует с линией, находящейся под напряжением, и получает удар током                                                                                                   | 1                      | 1                                         |             |
| 24 июля 1964 г. | Чарльзтаун, Род-Айленд, США                 | Ошибка работника топливного комплекса Объединенной ядерной корпорации привела к случайной критичности | 1                      | ??                                        |             |
| 25 декабря 1993 г. | Ньюпорт, Мичиган, США                       | Остановка блока 2 Ферми после серьезного отказа главной турбины из-за неправильного технического обслуживания | 0                      | 67                                        |             |
| 25 мая 1999 г. | Уотерфорд, Коннектикут, США                 | Утечка пара в нагревателе питательной воды приводит к ручному отключению и повреждению извещателя платы управления на атомной электростанции Millstone | 0                      | 7                                         |             |
| 25 января 1982 г. | Онтарио, Нью-Йорк, США                      | На атомной электростанции Джинна (тогда эксплуатировавшейся Rochester Gas & Electric, а теперь Constellation Energy Nuclear Group) произошел разрыв паровой трубы, что привело к выбросу радиоактивности в окружающую среду.                                     | 0                      | 1                                         |             |
| 26 июля 1959 г. | Сими-Вэлли, Калифорния, США                 | Частичное расплавление активной зоны в полевой лаборатории Санта-Сусаны в эксперименте с натриевым реактором | 0                      | 32                                        |             |
| 26 февраля 1982 г. | Сан-Клементе, Калифорния, США               | Компании в Южной Калифорнии выключается единица Сан-Онофре 1 из опасений по поводу землетрясения | 0                      | 1                                         |             |
| 26 февраля 1983 г. | Форт-Пирс, Флорида, США                     | Поврежден тепловой экран и опора активной зоны на энергоблоке №1 Сент-Люси, что привело к необходимости остановки на 13 месяцев | 0                      | 54                                        |             |
| 27 февраля 1993 г. | Бьюкенен, Нью-Йорк, США                     | Энергетическое управление Нью-Йорка закрывает Энергетический центр Индиан-Пойнт энергоблок № 3 после сбоя системы AMSAC | 0                      | 2                                         |             |
| 29 марта 1988 г. | Берлингтон, Канзас, США                     | Рабочий на электростанции Wolf Creek проваливается в канализационный люк без опознавательных знаков и убивается электрическим током при попытке к бегству | 1                      | 1                                         |             |
| 29 ноября 1955 г. | Айдахо-Фолс, штат Айдахо, США               | Отключение электроэнергии с частичным расплавлением активной зоны на Национальной испытательной станции реакторов EBR-1 Экспериментального реактора-размножителя I                                                                                               | 0                      | 5                                         |             |
| 29 сентября 1999 г. | Ниже Alloways крик Тауншип, Нью-Джерси, США | Крупная утечка фреона на атомной электростанции Хоуп-Крик приводит к срабатыванию чиллера вентиляционного поезда, выделяя токсичный газ и повреждая систему охлаждения                                                                                           | 0                      | 2                                         |             |
| 30 января 2012 г. | Байрон, Иллинойс, США                       | Произошел необычный инцидент, самый низкий из четырех заявлений СРН о чрезвычайном статусе. Потеря мощности за пределами площадки привела к тому, что энергоблок 2 запустил цикл остановки и выбросил в атмосферу безопасное, ожидаемое количество паров трития. | 0                      | Не определено                             |             |
| 31 марта 1987 г. | Дельта, Пенсильвания, США                   | Персик нижние блоки 2 и 3 Отключение из-за неисправности системы охлаждения и необъяснимые оборудование проблемы | 0                      | 400                                       |             |
| 31 марта 2013 г. | Расселвилл, Арканзас, США                   | Один рабочий погиб и еще двое получили ранения, когда часть генератора упала при перемещении на аэс в Арканзасе. | 1                      | ?                                         |             |
| Инспекции на <a>блоках 1 и 2 Calvert Cliff</a> выявляют трещины в рукавах нагревателей под давлением, что приводит к длительным остановкам            | риба, Нью-Йорк                              | Девять Десятых Мили Атомная Электростанция | 0                      | 45                                        |             |
| Июль 2016 | <a>Бриджмен, Мичиган</a>, США               | Сильная утечка пара в здание турбины атомной станции Вашингтона Кук | 0                      | ?                                         |             |
| Июль 2018 | <a>Генуя, Висконсин</a>, США                | В результате демонтажа реактора с кипящей водой в Ла-Кроссе утечка в реку Миссисипи | 0                      | ?                                         |             |
| Повреждение труб парогенератора и главного генератора привело к остановке <a>Энергетического центра Индиан-Пойнт</a> энергоблока № 3 более чем на год | ддлтаун, округ Дофин, Пенсильвания          | Потеря охлаждающей жидкости и частичным расплавлением активной зоны, см. Три-Майл-Айленд, аварии и Три-Майл-Айленд произошла авария последствия для здоровья | 0                      | 2,400                                     | 5           |
| Рециркуляции система трубопроводов не справляется со <a>Девять миль точки</a> блок 1, заставляя два года выключения                                   | юкенен, Нью-Йорк                            | Энергетический центр Индиан-Пойнт | 0                      | 56                                        |             |
| Сентябрь 2009 г. | Кристал-Ривер, Флорида, США                 | При врезке в здание защитной оболочки аэс "Кристал-Ривер-3" с целью создания большого отверстия для замены парогенератора (атомная электростанция) в конструкции были серьезные трещины, что привело к постоянному закрытию объекта.                             | 0                      | 1,000+                                    |             |

| Дата             | Описание | Описание инцидента | Страна         | Уровень INES |
| ---------------- | --- | --- | -------------- | ------------ |
| 12 декабря 1952  | Авария в Чок-Риверской лаборатории | переход реактора в надкритический режим, частичное расплавление активной зоны | Канада         | 5            |
| 29 сентября 1957 | Кыштымская авария | перегрев и тепловой взрыв емкости с высокоактивными радиоактивными отходами, крупный выброс радиоактивных веществ | СССР           | 6            |
| 10 октября 1957  | Авария в Уиндскейле | перегрев и возгорание реактора, крупный выброс радиоактивных веществ | Великобритания | 5            |
| 3 января 1961    | На экспериментальном реакторе SL-1 по неустановленным причинам был извлечен управляющий стержень, началась неуправляемая цепная реакция, вызвавшая тепловой взрыв, расплавление реактора и выброс в атмосферу 3 ТБк радиоактивного йода.     | переход реактора в надкритический режим, тепловой взрыв и расплавление активной зоны, крупный выброс радиоактивных веществ | США            | 5            |
| 24 июля 1964     | Авария на заводе Wood River Junction | достижение критичности вне реактора из-за ошибочного использования работником концентрированного раствора нитрата уранила вместо разбавленного | США            | 4            |
| 17 января 1966   | В результате произошедшего над Паломаресом столкновения бомбардировщика B-52 с самолётом-заправщиком разрушились две термоядерные бомбы, произошло заражение местности.                                                                      | разрушение ядерных боеприпасов, выброс радиоактивных веществ | США, Испания   | —            |
| 5 октября 1966   | Перегрев активной зоны и частичное расплавление топлива на экспериментальном реакторе Fermi 1ruen в Монро, штат Мичиган (Реактор на быстрых нейтронах компании Вестингауз Электрик.)                                                         | Из-за отказа системы охлаждения реактора расплавились два из 105 ТВЭЛов. Радиоактивный расплав остался внутри окружавшего реактор защитного контайнмента | США            | 4            |
| 21 января 1968   | Авиакатастрофа над базой Туле в Гренландии. При падении бомбардировщика B-52 ВВС США разрушились термоядерные бомбы, произошло радиоактивное заражение местности.                                                                            | разрушение ядерных боеприпасов, выброс радиоактивных веществ | США, Дания     | —            |
| 18 января 1970   | Радиационная авария на заводе «Красное Сормово» | переход реактора в надкритический режим, частичное расплавление активной зоны, выброс радиоактивных веществ | СССР           | —            |
| 30 ноября 1975   | Авария на Ленинградской АЭС | перегрев реактора, разрушение технологических каналов, выброс радиоактивных веществ | СССР           | 4            |
| 22 февраля 1977  | Авария на реакторе КС-150 (АЭС Богунице) | потеря герметичности ТВЭЛ в активной зоне реактора, выброс радиоактивного содержимого | Чехословакия   | 4            |
| 24 января 1978   | Советский спутник морской космической системы разведки и целеуказания Космос-954 с ядерной энергетической установкой на борту упал на территорию Канады, вызвав радиоактивное заражение части Северо-Западных территорий.                    | разрушение реактора, не связанное с его работой, выброс радиоактивного содержимого активной зоны | СССР, Канада   | —            |
| 28 марта 1979    | Авария на АЭС Три-Майл-Айленд | перегрев остановленного реактора, расплавление активной зоны, выброс продуктов деления | США            | 5            |
| 13 марта 1980    | Авария на АЭС Сен-Лоран-дез-О | частичное расплавление активной зоны реактора, выброс продуктов деления | Франция        | 4            |
| февраль 1982     | Радиационная авария в губе Андреева | утечка радиоактивной воды из бассейна хранения отработанного топлива | СССР           | 4            |
| 7 февраля 1983   | Спутник Космос-1402 после завершения задачи не смог выйти на орбиту захоронения. Реактор разрушился над Атлантическим океаном, рассеяв в атмосферу 44 килограмма урана.                                                                      | разрушение реактора, не связанное с его работой, выброс радиоактивного содержимого активной зоны | СССР           | —            |
| 10 августа 1985  | Радиационная авария в бухте Чажма Японского моря. При перезарядке активной зоны реактора на АПЛ К-431 реактор перешёл в пусковой режим, вызвав тепловой взрыв и радиационное заражение местности.                                            | переход реактора в надкритический режим, тепловой взрыв активной зоны, крупный выброс радиоактивного содержимого активной зоны | СССР           | 5            |
| 26 апреля 1986   | Ошибка эксплуатации при проведении запланированного эксперимента привела к Аварии на Чернобыльской АЭС | переход реактора в надкритический режим, тепловой взрыв и последующее расплавление активной зоны, крупнейший выброс радиоактивного содержимого активной зоны | СССР           | 7            |
| 4 мая 1986       | В результате ошибки оператора при работе с системой загрузки шаровых ТВЭЛов произошла незначительная утечка радиоактивного газа — АЭС THTR-300                                                                                               | разрушение ТВЭЛ вне активной зоны, незначительный выброс радиоактивного содержимого | Германия       | 4            |
| 13 сентября 1987 | Радиоактивное заражение в Гоянии | повреждение радиологического источника излучения | Бразилия       | 5            |
| 6 апреля 1993    | Предположительно, из-за недостаточной подачи воздуха для перемешивания раствора на радиохимическом заводе Сибирского химического комбината взрывом был разрушен аппарат по экстракции урана и плутония, содержавший раствор нитрата уранила. | выброс радиоактивного вещества | Россия         | 4            |
| 30 сентября 1999 | Авария на ядерном объекте Токаймура | достижение критичности вне реактора, небольшой выброс радиоактивных продуктов деления | Япония         | 4            |
| 2006             | Авария в институте радиоэлементов во Флёрюсе | облучение сотрудника источником радиоактивного излучения вследствие нарушения работы механики систем защиты | Бельгия        | 4            |
| 11 марта 2011    | Землетрясение и последовавшее цунами вызвали на АЭС Фукусима-1 отключение энергоснабжения и систем охлаждения, что привело к расплавлению активной зоны реакторов на энергоблоках 1, 2 и 3.                                                  | перегрев трех реакторов, расплавление активной зоны, крупнейший выброс радиоактивного содержимого активной зоны | Япония         | 7            |
| 8 августа 2019   | Инцидент в Нёноксе. Не относится к авариям на АЭС | В результате взрыва на месте погибли пять человек, двое скончались позже от последствий острой лучевой болезни, ещё четверо пострадавших получили высокие дозы радиационного облучения. На время повысился радиационный фон в расположенном неподалёку Северодвинске. | Россия         |              |

- При аварии на Южном Урале в 1957 году произошёл тепловой взрыв хранилища радиоактивных отходов, в результате которого в атмосферу поступили радионуклиды с суммарной активностью 74 ПБк, в том числе 0,2 ПБк 137Cs[5].
- При аварии на реакторе в Уиндскейле в Великобритании в 1957 году произошёл выброс 750 ТБк радионуклидов, из них 30 ТБк 137Cs.
- Технологический сброс радиоактивных отходов предприятия «Маяк» на Южном Урале в реку Течу в 1950 году составил 102 ПБк, в том числе 137Cs 12,4 ПБк[5].
- Ветровой вынос радионуклидов из поймы озера Карачай на Южном Урале в 1967 году составил 30 ТБк. На долю 137Cs пришлось 0,4 ТБк[5].
- В целях глубинного зондирования земной коры по заказу министерства геологии 19 сентября 1971 года произведён подземный ядерный взрыв около деревни Галкино в Ивановской области. На 18 минуте после взрыва в метре от скважины с зарядом образовался фонтан из воды и грязи. В настоящее время мощность излучения составляет порядка 3 миллирентген в час, изотопы цезий-137 и стронций-90 продолжают выходить на поверхность.
- В 1985 г произошла радиационная авария в бухте Чажма (Приморье) — авария ядерной энергетической установки на атомной подводной лодке Советского Тихоокеанского флота, повлёкшая за собой радиоактивное заражение окружающей среды, гибель одиннадцати и облучение сотен людей.
- В 1986 году во время аварии на Чернобыльской атомной электростанции (ЧАЭС) из разрушенного реактора было выброшено 1850 ПБк радионуклидов, при этом на долю радиоактивного цезия пришлось 270 ПБк. Распространение радионуклидов приняло планетарные масштабы. На Украине, в Белоруссии и Центральном экономическом районе РСФСР выпало более половины от общего количества радионуклидов, осевших на территории СССР. Среднегодовая концентрация цезия-137 в приземном слое воздуха на территории СССР в 1986 году повысилась до уровня 1963 года (в 1963 году наблюдалось повышение концентрации радиоцезия в результате проведения серии атмосферных ядерных взрывов в 1961—1962 годах)[6].
- В 2011 году во время аварии на АЭС Фукусима-1 из разрушенного реактора было выброшено значительное количество цезия-137 (до 15 ПБк[7]). Распространение, в основном, происходит через воды Тихого океана.
- В 2013 году во время переплавки цветного металла в печи завода ОАО «Электростальский завод тяжелого машиностроения» г. Электросталь был расплавлен материал с источником цезия-137. Распространение радиоактивного материала в атмосферу происходило через вентиляционную трубу печи плавки цветных металлов. [источник не указан 4478 дней] [8]

### Локальные заражения
Известны случаи загрязнения внешней среды в результате небрежного хранения источников цезия-137 для медицинских и технологических целей. Наиболее известен в этом отношении инцидент в Гоянии в 1987 году, когда мародёрами из заброшенной больницы была похищена деталь из установки для радиотерапии, содержащая цезий-137. В течение более чем двух недель с порошкообразным хлоридом цезия контактировали всё новые люди, и никто из них не знал о связанной с ним опасности. Радиоактивному заражению подверглись приблизительно 250 человек, четверо из них умерли.
На территории СССР инцидент с длительным облучением жителей одного из домов цезием-137 произошёл в 1980-х годах в Краматорске.

## Биологическое действие
Внутрь живых организмов цезий-137 в основном проникает через органы дыхания и пищеварения. Хорошей защитной функцией обладает кожа (через неповреждённую поверхность кожи проникает только 0,007 % нанесённого препарата цезия, через обожжённую — 20 %; при нанесении препарата цезия на рану всасывание 50 % препарата наблюдается в течение первых 10 мин, 90 % всасывается только через 3 часа). Около 80 % попавшего в организм цезия накапливается в мышцах, 8 % — в скелете, оставшиеся 12 % распределяются равномерно по другим тканям.
Накопление цезия в органах и тканях происходит до определённого предела (при условии его постоянного поступления), при этом интенсивная фаза накопления сменяется равновесным состоянием, когда содержание цезия в организме остаётся постоянным. Время достижения равновесного состояния зависит от возраста и вида животных. Равновесное состояние у сельскохозяйственных животных наступает примерно через 10—30 дней, у человека приблизительно через 430 суток.
Цезий-137 выводится в основном через почки и кишечник. Через месяц после прекращения поступления цезия из организма выводится примерно 80 % введённого количества, однако при этом в процессе выведения значительные количества цезия повторно всасываются в кровь в нижних отделах кишечника.
Биологический период полувыведения накопленного цезия-137 для человека принято считать равным 70 суткам (согласно данным Международной комиссии по радиологической защите). Тем не менее, скорость выведения цезия зависит от многих факторов — физиологического состояния, питания и др. (например, приводятся данные о том, что период полувыведения для пяти облучённых человек существенно различался и составлял 124, 61, 54, 36 и 36 суток).
При равномерном распределении цезия-137 в организме человека с удельной активностью 1 Бк/кг мощность поглощённой дозы, по данным различных авторов, варьирует от 2,14 до 3,16 мкГр/год.
При внешнем и внутреннем облучении биологическая эффективность цезия-137 практически одинакова (при сопоставимых поглощённых дозах). Вследствие относительно равномерного распределения этого нуклида в организме органы и ткани облучаются равномерно. Этому также способствует высокая проникающая способность гамма-излучения нуклида 137Bam, образующегося при распаде цезия-137: длина пробега гамма-квантов в мягких тканях человека достигает 12 см.
Развитие радиационных поражений у человека можно ожидать при поглощении дозы примерно в 2 Гр и более. Симптомы во многом схожи с острой лучевой болезнью при гамма-облучении: угнетённое состояние и слабость, диарея, снижение массы тела, внутренние кровоизлияния. Характерны типичные для острой лучевой болезни изменения в картине крови. Уровням поступления в 148, 370 и 740 МБк соответствуют лёгкая, средняя и тяжёлая степени поражения, однако лучевая реакция отмечается уже при единицах МБк.
Помощь при радиационном поражении цезием-137 должна быть направлена на выведение нуклида из организма и включает в себя дезактивацию кожных покровов, промывание желудка, назначение различных сорбентов (например, сернокислого бария, альгината натрия, полисурмина), а также рвотных, слабительных и мочегонных средств. Эффективным средством для уменьшения всасывания цезия в кишечнике является сорбент ферроцианид, который связывает нуклид в неусваиваемую форму. Кроме того, для ускорения выведения нуклида стимулируют естественные выделительные процессы, используют различные комплексообразователи (ДТПА, ЭДТА и др.).

## Получение
Из растворов, полученных при переработке радиоактивных отходов ядерных реакторов, 137Cs извлекается методами соосаждения с гексацианоферратами железа, никеля, цинка или фторовольфраматом аммония. Используют также ионный обмен и экстракцию.

## Применение
Цезий-137 используется в гамма-дефектоскопии, измерительной технике, для радиационной стерилизации пищевых продуктов, медицинских препаратов и лекарств, в радиотерапии для лечения злокачественных опухолей. 
Также цезий-137 используется в производстве радиоизотопных источников тока, где он применяется в виде хлорида цезия (плотность 3,9 г/см³, энерговыделение около 1,27 Вт/см³). 
Цезий-137 используется в датчиках предельных уровней сыпучих веществ (уровнемерах) в непрозрачных бункерах.
Цезий-137 имеет определённые преимущества перед радиоактивным кобальтом-60: более длительный период полураспада и менее жёсткое гамма-излучение. В связи с этим приборы на основе 137Cs долговечнее, а защита от излучения менее громоздка. Однако, эти преимущества становятся реальными лишь при отсутствии примеси 134Cs с более коротким периодом полураспада и более жёстким гамма-излучением.